# Ебергард Цан
У Вікіпедії є статті про іншихлюдей з прізвищем Цан.
Ебергард Детлоф Цан (нім. Eberhard Detloff Zahn; 2 січня 1910, Вупперталь, Німецька імперія — 7 лютого 2010, Санкт-Вольфганг-ім-Зальцкаммергут, Австрія) — німецький офіцер, оберст-лейтенант (підполковник) резерву вермахту. Доктор економічних наук. Кавалер Лицарського хреста Залізного хреста з дубовим листям.

## Біографія
Отримав вищу економічну освіту, працював на підприємствах IG Farben. Під час мобілізації в серпня 1939 року направлений у 33-й протитанковий дивізіон. За заслуги у Французькій кампанії 1 червня 1940 року підвищений до лейтенанту резерву. В квітня 1945 року його дивізіон відправили у Північну Африку. 15 червня 1941 року зі своєї гармати знищив 6 ворожих танків.
У березні 1943 року переведений у штаб німецьких військ на Сицилії, 28 січня 1944 року призначений командиром 88-го важкого протитанкового дивізіону, який бився на радянсько-німецькому фронті. З 23 вересня 1944 року — командир 101-ї танкової бригади, з 1 листопада 1944 року — командир 21-го, з 15 листопада 1944 року — 9-го танкового полку. В травні 1945 року взятий у полон радянськими військами, але через кілька тижнів втік.

## Нагороди
- Залізний хрест
  - 2-го класу (24 червня 1940)
  - 1-го класу (1 жовтня 1940)
- Лицарський хрест Залізного хреста з дубовим листям
  - Лицарський хрест (30 червня 1941) — за заслуги під в бою з британськими військами. Зі своєї 50-міліметрової гармати Цан підбив 3 ворожих танки. Коли гармата вийшла з ладу, бився як піхотинець, потрапив у полон, але зміг втекти і повернутися на німецькі позиції.
  - Дубове листя (№ 204; 6 березня 1943) — за успішне командування 2-ю батареєю 33-го протитанкового дивізіону, під час якого зміг відбити декілька британських атак.
- Срібна медаль «За військову доблесть» (Італія) (17 серпня 1942)
- Нагрудний знак «За поранення» в золоті
- Нагрудний знак «За танкову атаку»
- Нарукавна стрічка «Африка»